# Кесарија (Грчка)
Кесарија (грч. Καισάρεια) је насељено место у општини Кожани у периферији Западна Македонија, Грчка. Према попису из 2021. године било је 499 становника.
Према бугарском географу и историчару, Василу Канчову, у Кесарији је 1900. године живео 151 Грк.